# Lights (álbum)
Lights é o álbum de estreia da artista musical inglesa Ellie Goulding. Foi lançado no Reino Unido em 1º de março de 2010 através da Polydor Records. Produzido por Starsmith, Frankmusik, T. Fraser Smith e Richard Stannard, o disco estreou no topo da UK Albums Chart. Em 29 de novembro de 2010, foi relançado sob o título Bright Lights, incluindo outras seis faixas inéditas.

## Antecedentes
Goulding saiu de um programa de graduação na Universidade de Kent, após dois anos, a fim de seguir sua carreira musical; declarando à BBC News Wales: "Eu me inscrevi em um concurso de talentos da universidade e fui descoberta por algumas pessoas na platéia." Em setembro de 2009, assinou um contrato com a Polydor Records. No entanto, a cantora decidiu lançar o primeiro single "Under the Sheets" através do selo independente Neon Gold, assim não ficaria sob pressão.
Goulding explicou que o álbum "é constituído por músicas todas feitas em um violão durante cerca de dois anos. Várias faixas são sobre as vitórias e os fracassos dos relacionamentos." Ela revelou que sua primeira canção já composta, "Wish I Stayed", figuraria no disco.
Ela conheceu o produtor principal Starsmith depois de mudar-se de sua casa em Hereford para Bromley, Londres. Em uma entrevista, ela declarou: "Foi uma bênção conhecer Starsmith. Somos como irmão e irmã. Nós brigamos bastante, mas você não chega a lugar nenhum sem tensão criativa."

## Gravação
Goulding trabalhou com os produtores Starsmith, Frankmusik, Fraser T. Smith, Richard Stannard e Ash Howes. A maioria das faixas do álbum foram gravadas no quarto de Starsmith em Bromley, Londres. Em entrevista ao Daily Star, ela declarou: "Apesar de eu compor no violão, eu ouço todo o som das canções na minha cabeça. E Fin [Starsmith] é alguém que entende."

## Lista de faixas
| N.º            | Título                              | Compositor(es)              | Produtor(es)   | Duração |  |
| 1.             | "Guns and Horses"                   | Ellie Goulding, John Fortis | Starsmith      | 3:35    |  |
| 2.             | "Starry Eyed"                       | Goulding, Jonny Lattimer    | Starsmith      | 2:56    |  |
| 3.             | "This Love (Will Be Your Downfall)" | Goulding, Starsmith         |                | 3:53    |  |
| 4.             | "Under the Sheets"                  | Goulding, Starsmith         | Starsmith      | 3:44    |  |
| 5.             | "The Writer"                        | Goulding, Lattimer          | Starsmith      | 4:11    |  |
| 6.             | "Every Time You Go"                 | Goulding, Fortis, Starsmith | Starsmith      | 3:25    |  |
| 7.             | "Wish I Stayed"                     | Goulding                    | Frankmusik     | 3:40    |  |
| 8.             | "Your Biggest Mistake"              | Goulding, Fraser T. Smith   | Smith          | 3:25    |  |
| 9.             | "I'll Hold My Breath"               | Goulding, Starsmith         | Starsmith      | 3:45    |  |
| 10.            | "Salt Skin"                         | Goulding, Starsmith         | Starsmith      | 4:17    |  |
| Duração total: | Duração total:                      | Duração total:              | Duração total: | 36:51   |  |

| Faixas bônus da iTunes Store da Alemanha |                            |                           |                 |         |  |
| N.º                                      | Título                     | Compositor(es)            | Produtor(es)    | Duração |  |
| 11.                                      | "Lights"                   | Goulding, Stannard, Howes | Stannard, Howes | 4:05    |  |
| 12.                                      | "Under the Sheets" (vídeo) | Goulding, Starsmith       |                 | 3:53    |  |
| 13.                                      | "Starry Eyed" (vídeo)      | Goulding, Lattimer        |                 | 3:05    |  |

| Edição estadunidense |                                     |                             |                 |         |  |
| N.º                  | Título                              | Compositor(es)              | Produtor(es)    | Duração |  |
| 1.                   | "Lights" (versão do single)         | Goulding, Stannard, Howes   | Stannard, Howes | 3:32    |  |
| 2.                   | "Guns and Horses"                   | Goulding, John Fortis       | Starsmith       | 3:35    |  |
| 3.                   | "Starry Eyed"                       | Goulding, Lattimer          | Starsmith       | 2:56    |  |
| 4.                   | "This Love (Will Be Your Downfall)" | Goulding, Starsmith         | Starsmith       | 3:53    |  |
| 5.                   | "Under the Sheets"                  | Goulding, Starsmith         | Starsmith       | 3:44    |  |
| 6.                   | "The Writer"                        | Goulding, Lattimer          | Starsmith       | 4:11    |  |
| 7.                   | "Animal"                            | Goulding, Starsmith         | Starsmith       | 3:40    |  |
| 8.                   | "Every Time You Go"                 | Goulding, Fortis, Starsmith | Starsmith       | 3:25    |  |
| 9.                   | "Your Biggest Mistake"              | Goulding, Smith             | Smith           | 3:25    |  |
| 10.                  | "Salt Skin"                         | Goulding, Starsmith         | Starsmith       | 4:17    |  |
| 11.                  | "Your Song"                         | Elton John, Bernie Taupin   | Ben Lovett      | 3:10    |  |
| Duração total:       | Duração total:                      | Duração total:              | Duração total:  | 39:51   |  |

| Faixa bônus da Amazon dos Estados Unidos |                |                     |                |         |  |
| N.º                                      | Título         | Compositor(es)      | Produtor(es)   | Duração |  |
| 12.                                      | "Human"        | Goulding, Starsmith | Starsmith      | 4:09    |  |
| Duração total:                           | Duração total: | Duração total:      | Duração total: | 43:59   |  |

| Faixa bônus da iTunes Store dos Estados Unidos |                                             |                    |         |  |
| N.º                                            | Título                                      | Compositor(es)     | Duração |  |
| 12.                                            | "Starry Eyed" (ao vivo na Cherrytree House) | Goulding, Lattimer | 3:02    |  |
| Duração total:                                 | Duração total:                              | Duração total:     | 42:53   |  |

### Bright Lights
| Faixas bônus   |                             |                                   |                 |         |  |
| N.º            | Título                      | Compositor(es)                    | Produtor(es)    | Duração |  |
| 11.            | "Lights" (versão do single) | Goulding, Stannard, Howes         | Stannard, Howes | 3:32    |  |
| 12.            | "Human"                     | Goulding, Starsmith               | Starsmith       | 4:09    |  |
| 13.            | "Little Dreams"             | Goulding, Liam Howe               | Howe            | 3:18    |  |
| 14.            | "Home"                      | Goulding, Fred Falke              | Falke           | 3:24    |  |
| 15.            | "Animal"                    | Goulding, Starsmith               | Starsmith       | 3:40    |  |
| 16.            | "Believe Me"                | Goulding, Crispin Hunt, Rob Blake |                 | 4:03    |  |
| 17.            | "Your Song"                 | John, Taupin                      | Lovett          | 3:10    |  |
| Duração total: | Duração total:              | Duração total:                    | Duração total:  | 62:04   |  |

| Faixas bônus da edição deluxe da iTunes Store |                                                                  |                             |         |  |
| N.º                                           | Título                                                           | Compositor(es)              | Duração |  |
| 18.                                           | "The End" (acústico)                                             | Goulding                    | 4:15    |  |
| 19.                                           | "Lights" (ao vivo no iTunes Festival)                            | Goulding, Stannard, Howes   | 5:18    |  |
| 20.                                           | "Every Time You Go" (ao vivo no iTunes Festival)                 | Goulding, Fortis, Starsmith | 3:40    |  |
| 21.                                           | "This Love (Will Be Your Downfall)" (ao vivo no iTunes Festival) | Goulding, Starsmith         | 3:59    |  |
| 22.                                           | "Your Biggest Mistake" (ao vivo no iTunes Festival)              | Goulding, Smith             | 3:24    |  |
| 23.                                           | "The Writer" (ao vivo no iTunes Festival)                        | Goulding, Lattimer          | 4:09    |  |
| 24.                                           | "Wish I Stayed" (ao vivo no iTunes Festival)                     | Goulding                    | 4:26    |  |
| 25.                                           | "I'll Hold My Breath" (ao vivo no iTunes Festival)               | Goulding, Starsmith         | 3:47    |  |
| 26.                                           | "Roscoe" (ao vivo no iTunes Festival)                            | Tim Smith                   | 3:27    |  |
| 27.                                           | "Guns and Horses" (ao vivo no iTunes Festival)                   | Goulding, Fortis            | 3:42    |  |
| 28.                                           | "Salt Skin" (ao vivo no iTunes Festival)                         | Goulding, Starsmith         | 5:10    |  |
| 29.                                           | "Under the Sheets" (ao vivo no iTunes Festival)                  | Goulding, Starsmith         | 3:55    |  |
| 30.                                           | "Starry Eyed" (ao vivo no iTunes Festival)                       | Goulding, Lattimer          | 3:48    |  |
| 31.                                           | "Under the Sheets" (vídeo)                                       | Goulding, Starsmith         | 3:53    |  |
| 32.                                           | "Starry Eyed" (vídeo)                                            | Goulding, Lattimer          | 3:05    |  |
| 33.                                           | "Guns and Horses" (vídeo)                                        | Goulding, Fortis            | 3:42    |  |
| 34.                                           | "The Writer" (vídeo)                                             | Goulding, Lattimer          | 3:57    |  |
| 35.                                           | "Your Song" (vídeo)                                              | John, Taupin                | 3:20    |  |

## Desempenho nas tabelas musicais

### Posições
| Tabela musical (2010-12)                                      | Melhor posição |
| ------------------------------------------------------------- | -------------- |
| Alemanha - Media Control Charts                               | 42             |
| Austrália - ARIA Hitseekers                                   | 4              |
| Bélgica - Ultratop (Flandres)                                 | 54             |
| Escócia - Scottish Albums Chart                               | 6              |
| Estados Unidos - Billboard 200                                | 21             |
| Grécia - IFPI Grécia                                          | 38             |
| Irlanda - Irish Albums Chart                                  | 6              |
| Noruega - VG-lista                                            | 35             |
| Nova Zelândia - Recording Industry Association of New Zealand | 28             |
| Reino Unido - UK Albums Chart                                 | 1              |
| Suíça - Schweizer Hitparade                                   | 90             |
| União Europeia - European Top 100 Albums                      | 8              |

| Tabela musical (2010)         | Posição |
| ----------------------------- | ------- |
| Reino Unido - UK Albums Chart | 26      |
| Tabela musical (2011)         | Posição |
| Reino Unido - UK Albums Chart | 31      |

| País              | Certificação |
| ----------------- | ------------ |
| Reino Unido (BPI) | 2× Platina   |

## Histórico de lançamento
| País           | Data                    | Formato          | Gravadora              | Edição                 |
| -------------- | ----------------------- | ---------------- | ---------------------- | ---------------------- |
| Irlanda        | 26 de fevereiro de 2010 | CD               | Polydor                | Padrão                 |
| Países Baixos  | 26 de fevereiro de 2010 | CD               | Universal Music        | Padrão                 |
| Suécia         | 1º de março de 2010     | CD               | Universal Music        | Padrão                 |
| Reino Unido    | 1º de março de 2010     | CD               | Polydor                | Padrão                 |
| Canadá         | 2 de março de 2010      | CD               | Universal Music        | Padrão                 |
| Polônia        | 26 de março de 2010     | CD               | Universal Music        | Padrão                 |
| Brasil         | 30 de março de 2012     | Download digital | Universal Music        | Padrão                 |
| Itália         | 9 de abril de 2010      | CD               | Universal Music        | Padrão                 |
| Austrália      | 16 de abril de 2010     | CD               | Universal Music        | Padrão                 |
| Alemanha       | 14 de maio de 2010      | CD               | Universal Music        | Padrão                 |
| Irlanda        | 26 de novembro de 2010  | CD               | Polydor                | Bright Lights          |
| Brasil         | 29 de novembro de 2010  | Download digital | Universal Music        | Bright Lights          |
| Reino Unido    | 29 de novembro de 2010  | CD               | Polydor                | Bright Lights          |
| Suécia         | 20 de dezembro de 2010  | CD               | Universal Music        | Bright Lights          |
| Alemanha       | 21 de dezembro de 2010  | Download digital | Universal Music        | Bright Lights          |
| Itália         | 6 de janeiro de 2011    | CD               | Universal Music        | Bright Lights          |
| Países Baixos  | 7 de janeiro de 2011    | CD               | Universal Music        | Bright Lights          |
| Canadá         | 8 de março de 2011      | CD               | Universal Music        | Edição norte-americana |
| Estados Unidos | 8 de março de 2011      | CD               | Cherrytree, Interscope | Edição norte-americana |
| Polônia        | 1º de julho de 2011     | CD               | Universal Music        | Bright Lights          |
| Brasil         | 29 de junho de 2018     | CD               | Universal Music        | Padrão                 |